# Dubravica (żupania zagrzebska)
Dubravica – wieś w Chorwacji, w żupanii zagrzebskiej, w gminie Dubravica. W 2011 roku liczyła 123 mieszkańców.